# Lista över regioner i Kina
Detta är en lista över de 31 provinsiella områden i Folkrepubliken Kina grupperade efter sina tidigare administrativa områden från 1949 till 1952, som nu är kända som traditionella regioner.

## Översikt
|                        |
| Traditionella regioner |
| Norra Kina             |
| Nordöstra Kina         |
| Östra Kina             |
| Sydcentrala Kina       |
| Sydvästra Kina         |
| Nordvästra Kina        |

|                     |
| Ekonomiska regioner |
| Östkusten           |
| Centrala Kina       |
| Nordöstra Kina      |
| Västra Kina         |

|                                |
| Nationalistiska erans regioner |
| Centrala Kina                  |
| Södra Kina                     |
| Norra Kina                     |
| Nordöstra Kina                 |
| Norra gränsen                  |
| Västra Kina                    |

## Traditionella regioner
| Regioner              | Karta          | Område        | Befolkning (2010) | Befolkningstäthety | Provinser    | Huvudort          |
| --------------------- | -------------- | ------------- | ----------------- | ------------------ | ------------ | ----------------- |
| Östra Kina 华东       |                | 795 837 km²   | 384 364 968       | 483/km²            | Shanghai     | Huangpudistriktet |
| Östra Kina 华东       | Anhui          | 795 837 km²   | 384 364 968       | 483/km²            | Hefei        |                   |
| Östra Kina 华东       | Fujian         | 795 837 km²   | 384 364 968       | 483/km²            | Fuzhou       |                   |
| Östra Kina 华东       | Jiangsu        | 795 837 km²   | 384 364 968       | 483/km²            | Nanjing      |                   |
| Östra Kina 华东       | Jiangxi        | 795 837 km²   | 384 364 968       | 483/km²            | Nanchang     |                   |
| Östra Kina 华东       | Shandong       | 795 837 km²   | 384 364 968       | 483/km²            | Jinan        |                   |
| Östra Kina 华东       | Zhejiang       | 795 837 km²   | 384 364 968       | 483/km²            | Hangzhou     |                   |
| Norra Kina 华北       |                | 1 556 061 km² | 164 823 226       | 105/km²            | Beijing      | Dongcheng         |
| Norra Kina 华北       | Tianjin        | 1 556 061 km² | 164 823 226       | 105/km²            | Heping       |                   |
| Norra Kina 华北       | Hebei          | 1 556 061 km² | 164 823 226       | 105/km²            | Shijiazhuang |                   |
| Norra Kina 华北       | Shanxi         | 1 556 061 km² | 164 823 226       | 105/km²            | Taiyuan      |                   |
| Norra Kina 华北       | Inner Mongolia | 1 556 061 km² | 164 823 226       | 105/km²            | Hohhot       |                   |
| Nordöstra Kina 东北   |                | 793 300 km²   | 109 520 844       | 138/km²            | Heilongjiang | Harbin            |
| Nordöstra Kina 东北   | Jilin          | 793 300 km²   | 109 520 844       | 138/km²            | Changchun    |                   |
| Nordöstra Kina 东北   | Liaoning       | 793 300 km²   | 109 520 844       | 138/km²            | Shenyang     |                   |
| Nordvästra Kina 西北  |                | 3 107 701 km² | 96 644 038        | 60/km²             | Gansu        | Lanzhou           |
| Nordvästra Kina 西北  | Qinghai        | 3 107 701 km² | 96 644 038        | 60/km²             | Xining       |                   |
| Nordvästra Kina 西北  | Shaanxi        | 3 107 701 km² | 96 644 038        | 60/km²             | Xi'an        |                   |
| Nordvästra Kina 西北  | Ningxia        | 3 107 701 km² | 96 644 038        | 60/km²             | Yinchuan     |                   |
| Nordvästra Kina 西北  | Xinjiang       | 3 107 701 km² | 96 644 038        | 60/km²             | Ürümqi       |                   |
| Sydcentrala Kina 中南 |                | 1 014 354 km² | 383 559 808       | 378/km²            | Guangdong    | Guangzhou         |
| Sydcentrala Kina 中南 | Hainan         | 1 014 354 km² | 383 559 808       | 378/km²            | Haikou       |                   |
| Sydcentrala Kina 中南 | Henan          | 1 014 354 km² | 383 559 808       | 378/km²            | Zhengzhou    |                   |
| Sydcentrala Kina 中南 | Hubei          | 1 014 354 km² | 383 559 808       | 378/km²            | Wuhan        |                   |
| Sydcentrala Kina 中南 | Hunan          | 1 014 354 km² | 383 559 808       | 378/km²            | Changsha     |                   |
| Sydcentrala Kina 中南 | Guangxi        | 1 014 354 km² | 383 559 808       | 378/km²            | Nanning      |                   |
| Sydcentrala Kina 中南 | Hongkong       | 1 014 354 km² | 383 559 808       | 378/km²            | Hongkong     |                   |
| Sydcentrala Kina 中南 | Macau          | 1 014 354 km² | 383 559 808       | 378/km²            | Macau        |                   |
| Sydvästra Kina 西南   |                | 2 365 900 km² | 192 979 243       | 82/km²             | Chongqing    | Yuzhong           |
| Sydvästra Kina 西南   | Guizhou        | 2 365 900 km² | 192 979 243       | 82/km²             | Guiyang      |                   |
| Sydvästra Kina 西南   | Sichuan        | 2 365 900 km² | 192 979 243       | 82/km²             | Chengdu      |                   |
| Sydvästra Kina 西南   | Yunnan         | 2 365 900 km² | 192 979 243       | 82/km²             | Kunming      |                   |
| Sydvästra Kina 西南   | Tibet          | 2 365 900 km² | 192 979 243       | 82/km²             | Lhasa        |                   |